# Etnografía de Cuba
La etnografía de Cuba es resultado del mestizaje entre tres grupos principales: blancos europeos, indios aborígenes y negros africanos.

## Composición étnica

### Censo de 2012
En el censo realizado en 2012 por la Oficina de Estadística e Información de Cuba, se le pidió a los encuestados autoidentificarse de acuerdo al color de  su piel. Los resultados fueron los siguientes:
| Color de piel    | Total     | % del total |
| ---------------- | --------- | ----------- |
| Blanco           | 7 160 360 | 64,1        |
| Mestizo o mulato | 2 972 882 | 26,6        |
| Negro            | 1 034 044 | 9,3         |

### Censos históricos
En los censos llevados a cabo en la isla desde 1899, la proporción de blancos y negros se ha ido reduciendo en favor de la población mulata:
| Color de piel | 1899 | 1907 | 1919 | 1931 | 1943 | 1953 | 1981 | 2002  | 2012 |
| ------------- | ---- | ---- | ---- | ---- | ---- | ---- | ---- | ----- | ---- |
| Blanco        | 66,9 | 69,7 | 72,2 | 72,1 | 74,3 | 72,8 | 66,0 | 65,05 | 64,1 |
| Mulato        | 17,2 | 16,3 | 16,0 | 16,2 | 15,6 | 14,5 | 21,9 | 24,86 | 26,6 |
| Negro         | 14,9 | 13,4 | 11,2 | 11,0 | 9,7  | 12,4 | 12,0 | 10,08 | 9,3  |
| Asiático      | 1,0  | 0,6  | 0,6  | 0,7  | 0,4  | 0,3  | 0,1  | -     | -    |

### Otras fuentes
Según fuentes externas, el 51% de los cubanos son blancos, el 37% mulatos y el 12% negros.

## Grupos étnicos

### Blancos

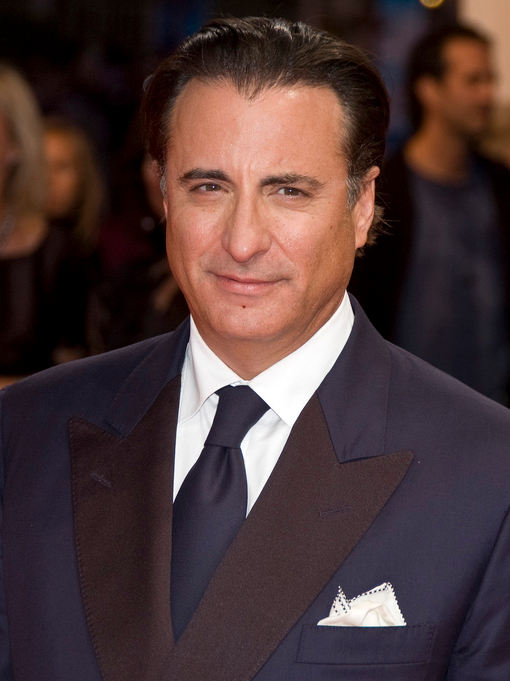
Andy García, actor cubano-estadounidense de origen español.

La mayoría de los blancos cubanos son criollos, o descendientes de los conquistadores e inmigrantes españoles que arribaron a la isla entre finales del siglo XV y la primera mitad del siglo XX.
Cristóbal Colón llegó a Cuba en 1492, y en 1511 Diego de Velázquez inició la conquista al mando de cuatro naves y 300 colonos españoles.
En el primer censo oficial llevado a cabo por los autoridades españolas en 1774, los blancos correspondían al 56,4% de la población de la Capitanía General de Cuba.
A partir de 1791, un número considerable de franceses llegaron a Cuba huyendo de la revolución haitiana. Los franceses se afincaron en la parte oriental de la isla, alcanzado su pico migratorio en 1803, cuando más de 19,000 entraron al puerto de Santiago de Cuba.
La mayor migración europea se produjo a principios del siglo XX, cuando miles de trabajadores andaluces, canarios, gallegos, asturianos, catalanes y aragoneses, llegaron atraídos por la bonanza azucarera. Estos españoles se asentaron principalmente en La Habana y las provincias del centro y el oriente del país.
Entre 1902 y 1931, 774,123 españoles entraron en Cuba, lo que corresponden al 60,5% del total de inmigrantes de ese periodo. La proporción de residentes españoles en Cuba pasó del 11,9% en 1899 al 13,9% en 1913. Entre 1900 y 1919, el crecimiento de la población blanca alcanzó un promedio anual del 3,2%, superando al de la población de color, cuyo crecimiento fue del 2,14%. Para 1943, la población blanca alcanzó su pico más alto, un 74,3% de la población total.
Al igual que Brasil, Argentina y Uruguay, Cuba fue uno de los grandes receptores migratorios de América Latina, acogiendo al 14% de los migrantes europeos que entraron a la región entre 1851 y 1924. Aparte de los españoles, inmigrantes franceses (76,222), estadounidenses (44,462 entradas entre 1902 y 1931), ingleses (39,769) incluyendo escoceses e irlandeses, italianos (34,428), alemanes (23,726), sirios (15,305), rusos (14,850), polacos (11,895), turcos (10,632), griegos (8,569), palestinos (4,439) y rumanos (3,391), se asentaron en la isla.
Tras el triunfo de la revolución de 1959, la mayoría de exiliados fueron cubanos blancos de clase media o alta. Según la Oficina del Censo de Estados Unidos, el 85% de los cubano-americanos se declararon de raza blanca en 2010.
Debido a la cercanía del régimen castrista con la Unión Soviética, miles de asesores y militares rusos se instalaron en la isla durante la Guerra Fría. Se estima que en la actualidad hay 3,000 descendientes de rusos en Cuba.
La siguiente tabla muestra la población blanca por provincia, según el censo de 2012:
| Provincia           | % Blanco |
| ------------------- | -------- |
| Artemisa            | 76,5     |
| Camagüey            | 75,2     |
| Ciego de Ávila      | 78,8     |
| Cienfuegos          | 75,8     |
| Granma              | 42,2     |
| Guantánamo          | 24,4     |
| Holguín             | 80,0     |
| Isla de la Juventud | 59,9     |
| La Habana           | 58,4     |
| Las Tunas           | 74,6     |
| Matanzas            | 73,9     |
| Mayabeque           | 78,1     |
| Pinar del Río       | 78,0     |
| Sancti Spíritus     | 83,7     |
| Santiago de Cuba    | 25,6     |
| Villa Clara         | 82,5     |
| Cuba                | 64,1     |

### Mulatos y Mestizos

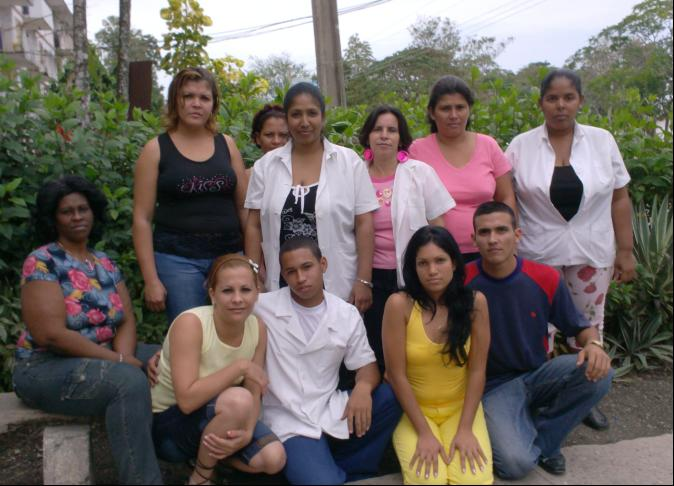
Mestizaje en Cuba.

El mestizaje en Cuba comenzó cuando los conquistadores españoles se mezclaron con las mujeres indígenas, dando lugar al grupo conocido como mestizos. Con la importación de esclavos desde África, esta mezcla se diversificó, apareciendo otras denominaciones como mulato (de padre español y madre negra) o zambo (de la unión de negro e indígena). Durante la época colonial se utilizó el término castas para designar a las innumerables combinaciones que aparecieron tras la convivencia de estos tres grupos raciales. Bajo el dominio español su estatus social era intermedio, inferior a los españoles y criollos, pero superior a la de los esclavos africanos, dependiendo de la cantidad de sangre blanca que tuvieran.
Después de la independencia, los censos oficiales los nombran como mestizos o mulatos o simplemente mulatos, debido a que la ascendencia de este colectivo es predominantemente europea y africana. De acuerdo a algunas fuentes externas, los mulatos son el grupo mayoritario en Cuba, ya que su tasa de natalidad es superior y tienen una menor tendencia a migrar.
La siguiente tabla muestra la población mestiza o mulata por provincia, según el censo de 2012:
| Provincia           | % Mestizo o mulato |
| ------------------- | ------------------ |
| Artemisa            | 14,2               |
| Camagüey            | 16,8               |
| Ciego de Ávila      | 14,5               |
| Cienfuegos          | 16,7               |
| Granma              | 54,3               |
| Guantánamo          | 62,8               |
| Holguín             | 16,1               |
| Isla de la Juventud | 30,7               |
| La Habana           | 26,4               |
| Las Tunas           | 21,0               |
| Matanzas            | 15,9               |
| Mayabeque           | 14,0               |
| Pinar del Río       | 11,2               |
| Sancti Spíritus     | 10,9               |
| Santiago de Cuba    | 60,2               |
| Villa Clara         | 12,2               |
| Cuba                | 26,6               |

### Negros

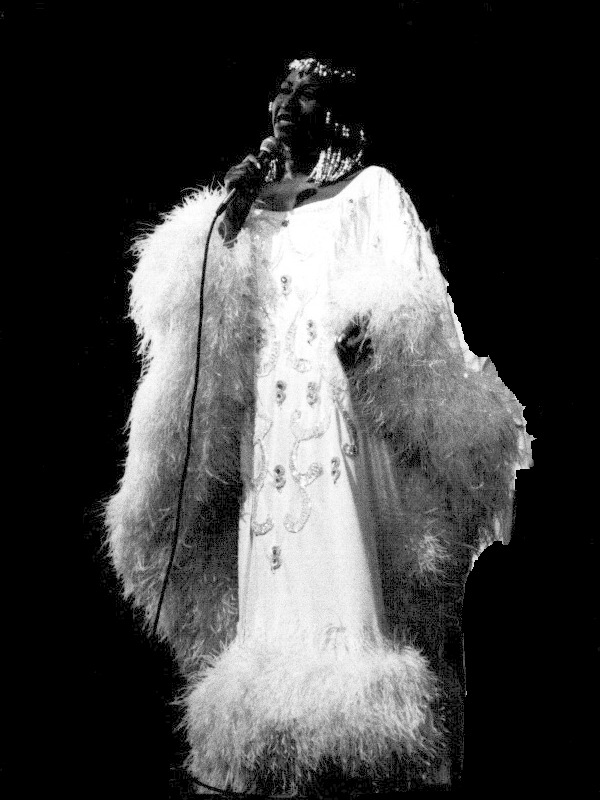
Celia Cruz, cantante afrocubana.

Tras constatar el agotamiento de la mano de obra nativa, los españoles empezaron a importar esclavos a la isla en 1513. Los esclavos procedían de etnias africanas diversas, incluyendo mandingas, wólofs, fulas, yorubas y kongos. Los esclavos nacidos en África eran llamados bozales, en tanto que los nacidos en Cuba se denominaban criollos. En 1763 había 60,000 esclavos en La Habana, sin embargo, hasta la abolición de la esclavitud en 1886, un millón adicional entró en la isla.
A principios del siglo XX, la bonanza azucarera provocó la entrada de miles de inmigrantes negros desde las Antillas. En el periodo entre 1902 y 1931, 190 046 haitianos y 120 959 jamaiquinos emigraron a la isla.
La siguiente tabla muestra la población negra por provincia, según el censo de 2012:
| Provincia           | % Negro |
| ------------------- | ------- |
| Artemisa            | 9,3     |
| Camagüey            | 8,0     |
| Ciego de Ávila      | 6,7     |
| Cienfuegos          | 7,5     |
| Granma              | 3,5     |
| Guantánamo          | 12,8    |
| Holguín             | 3,9     |
| Isla de la Juventud | 9,4     |
| La Habana           | 15,2    |
| Las Tunas           | 4,4     |
| Matanzas            | 10,2    |
| Mayabeque           | 7,9     |
| Pinar del Río       | 10,8    |
| Sancti Spíritus     | 5,4     |
| Santiago de Cuba    | 14,2    |
| Villa Clara         | 5,3     |
| Cuba                | 9,3     |

### Indígenas

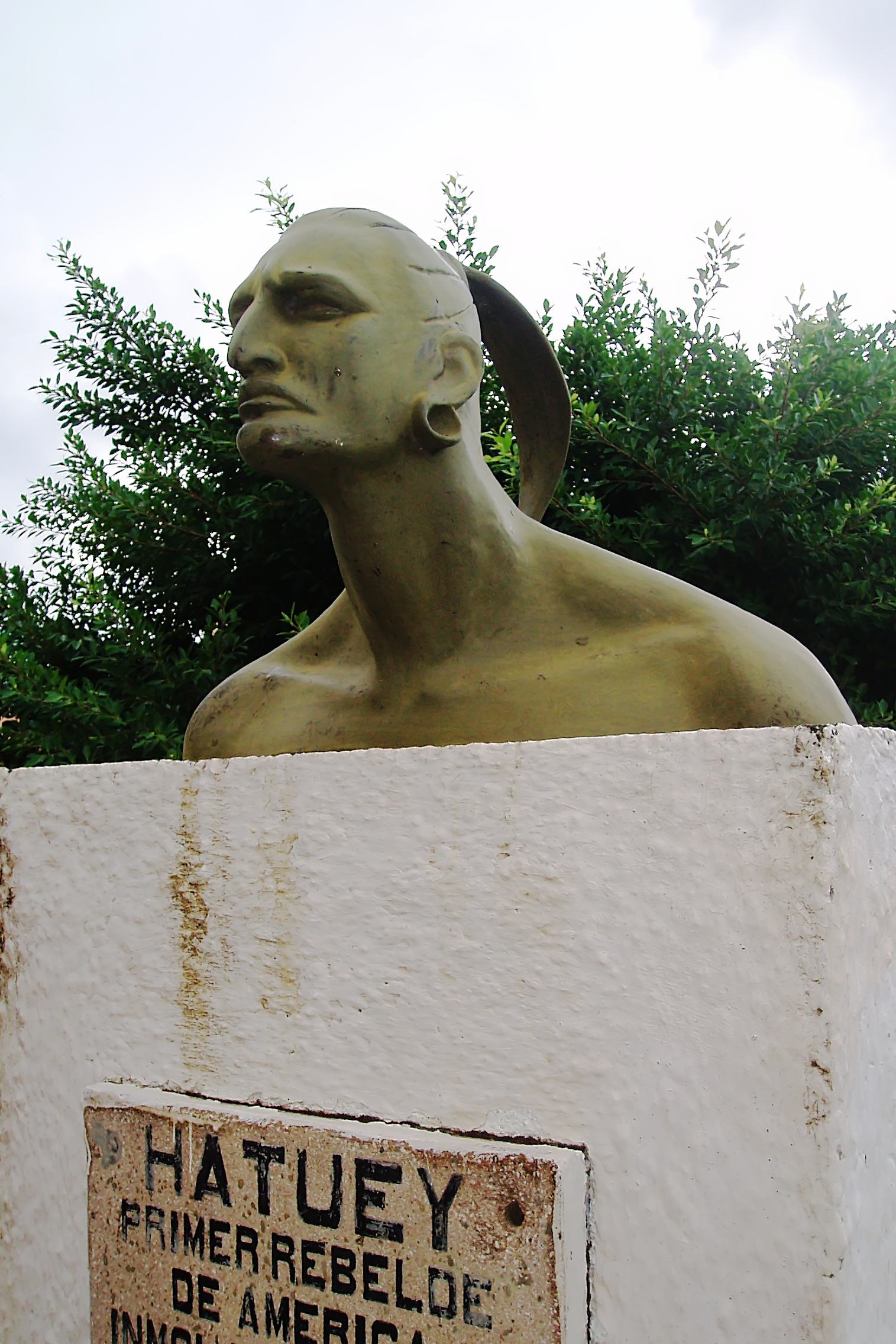
Monumento al cacique taíno Hatuey, en Baracoa.

Se estima que a la llegada de Colón existían en Cuba unos 300 000 aborígenes, pertenecientes a los grupos siboney, guanajatabey y taíno. Para 1510 la población indígena se había reducido a unas 112 000 personas, pasando a ser solo 3900 en 1555, y desapareciendo por completo para finales del siglo XVIII. Esta debacle demográfica se produjo debido a las enfermedades traídas por los conquistadores y al mestizaje.
Durante el periodo colonial, algunos indígenas fueron trasladados por los españoles desde la colonia de La Florida y otros tantos fueron comprados como esclavos al gobierno de Yucatán, tras ser derrotados en la Guerra de Castas. Estos grupos terminaron asimilados en la población cubana.
En la actualidad la herencia indígena sobrevive en el lenguaje, la gastronomía y las costumbres de los cubanos, en especial en las de aquellos que viven en las regiones montañosas del oriente del país. Debido a que el mestizaje inicial se produjo entre hombres españoles y mujeres indígenas, hoy es posible encontrar rastros de ADN indígena entre los habitantes de la isla.

### Asiáticos

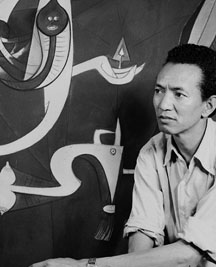
Wifredo Lam, pintor cubano de origen chino.

En el periodo entre 1902 y 1931, 12,926 chinos entraron a Cuba, la mayoría de ellos como mano de obra de bajo costo. Hasta 1981 los censos oficiales contabilizaron la población de origen asiático, que ese año correspondía al 0,1% de la población total. Actualmente no existe información oficial, sin embargo, fuentes externas estiman que los asiáticos son el 1% de la población, la mayoría de ellos de origen chino.

## Composición genética

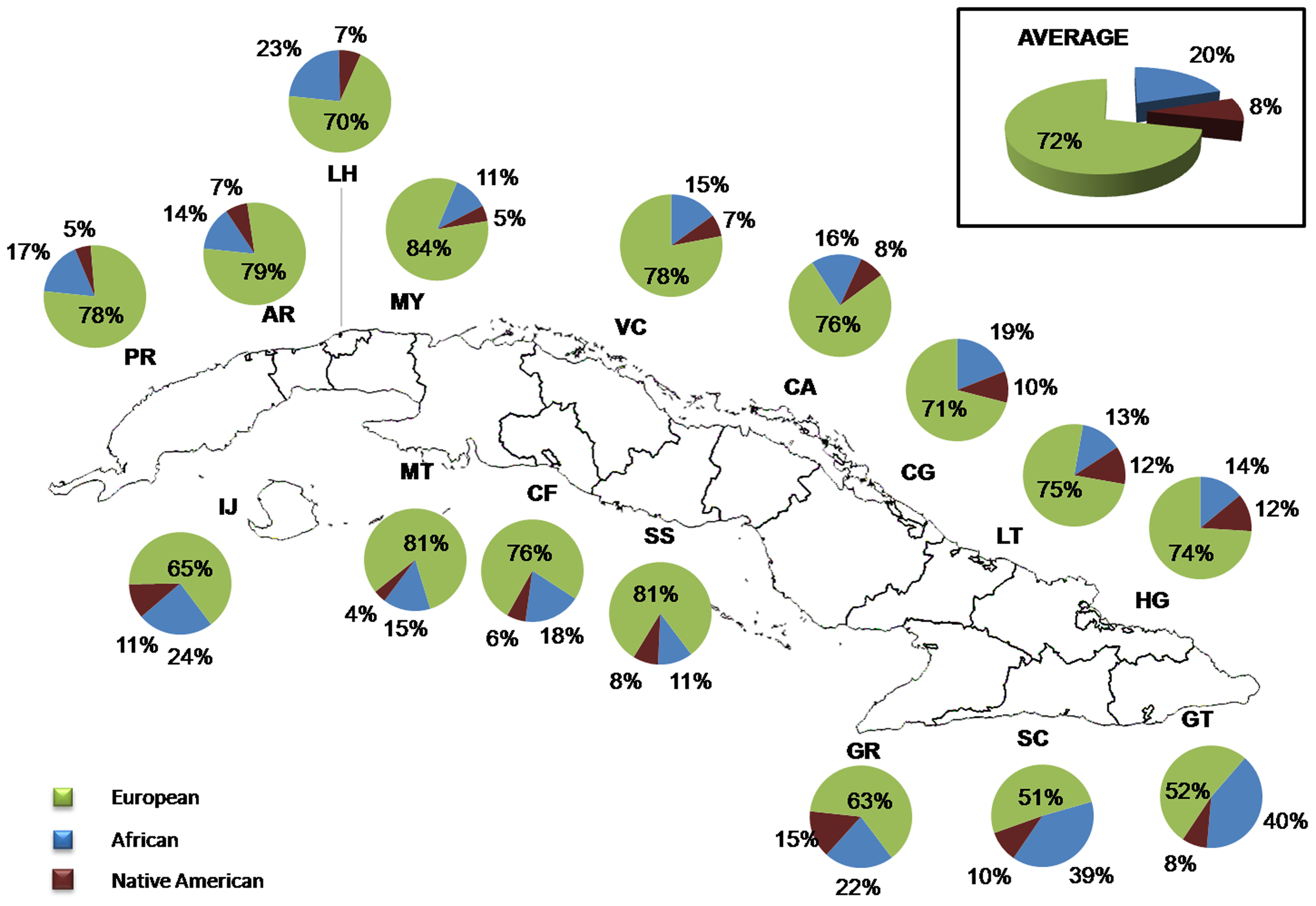
Mezcla genética en las provincias cubanas.

Un estudio llevado a cabo en 2014 determinó con la composición genética promedio de los cubanos es 72% europea, 20% africana y 8% indígena.

### Regiones
De acuerdo a un estudio realizado sobre muestras aleatorias en La Habana, la composición genética promedio en la ciudad es 73% europea, 26% africana y 1% indígena.
Una investigación realizada en las ciudades de La Habana y Matanzas encontró que la mezcla racial promedio era 81% europea, 16% africana y 3% indígena.
Otro estudio de 2014 señala que la composición genética en las provincias es la siguiente:
| Provincia           | Aporte europeo | Aporte africano | Aporte amerindio |
| ------------------- | -------------- | --------------- | ---------------- |
| Artemisa            | 79%            | 14%             | 7%               |
| Camagüey            | 71%            | 19%             | 10%              |
| Ciego de Ávila      | 76%            | 16%             | 8%               |
| Cienfuegos          | 76%            | 18%             | 6%               |
| Granma              | 63%            | 22%             | 15%              |
| Guantánamo          | 52%            | 40%             | 8%               |
| Holguín             | 74%            | 14%             | 12%              |
| Isla de la Juventud | 65%            | 24%             | 11%              |
| La Habana           | 70%            | 23%             | 7%               |
| Las Tunas           | 75%            | 13%             | 12%              |
| Matanzas            | 81%            | 15%             | 4%               |
| Mayabeque           | 84%            | 11%             | 5%               |
| Pinar del Río       | 78%            | 17%             | 5%               |
| Sancti Spíritus     | 81%            | 11%             | 8%               |
| Santiago de Cuba    | 51%            | 39%             | 10%              |
| Villa Clara         | 78%            | 15%             | 7%               |
| Cuba                | 72%            | 20%             | 8%               |

Un estudio de 2018 encuentra la siguiente composición genética:
| Provincia        | Aporte europeo | Aporte africano | Aporte amerindio | Aporte asiático |
| ---------------- | -------------- | --------------- | ---------------- | --------------- |
| Artemisa         | 80.3%          | 16.2%           | 2.7%             | 0.7%            |
| Camagüey         | 68.2%          | 22.1%           | 7.7%             | 1.8%            |
| Ciego de Ávila   | 76.3%          | 14.0%           | 6.2%             | 3.2%            |
| Cienfuegos       | 73.3%          | 20.8%           | 4.3%             | 1.3%            |
| Granma           | 59.6%          | 24.0%           | 13.9%            | 2.3%            |
| Guantánamo       | 50.3%          | 40.1%           | 8.1%             | 1.3%            |
| Holguín          | 68.9%          | 18.4%           | 10.5%            | 1.9%            |
| La Habana        | 66.0%          | 27.9%           | 4.3%             | 1.6%            |
| Las Tunas        | 73.3%          | 12.6%           | 12.3%            | 1.5%            |
| Matanzas         | 79.8%          | 15.2%           | 2.6%             | 2.1%            |
| Mayabeque        | 87.6%          | 8.0%            | 3.0%             | 1.2%            |
| Pinar del Río    | 77.2%          | 17.4%           | 3.9%             | 1.3%            |
| Sancti Spíritus  | 75.9%          | 14.4%           | 6.8%             | 2.7%            |
| Santiago de Cuba | 50.4%          | 38.7%           | 9.2%             | 1.5%            |
| Villa Clara      | 77.8%          | 14.2%           | 6.2%             | 1.7%            |
| Cuba             | 71.1%          | 20.3%           | 6.8%             | 1.6%            |

### Grupos étnicos
Una investigación encontró que la mezcla genética por raza es la que se muestra a continuación:
| Raza   | Proporción de la muestra | Aporte europeo | Aporte africano | Aporte amerindio |
| ------ | ------------------------ | -------------- | --------------- | ---------------- |
| Blanco | 55%                      | 86%            | 6,7%            | 7,8%             |
| Mulato | 33%                      | 63,8%          | 25,5%           | 10,7%            |
| Negro  | 12%                      | 29%            | 65,5%           | 5,5%             |

Según un estudio realizado en La Habana, la composición genética por grupo racial es la siguiente:
| Raza               | Proporción de la muestra | Aporte europeo | Aporte africano | Aporte amerindio |
| ------------------ | ------------------------ | -------------- | --------------- | ---------------- |
| Blanco (La Habana) | 38%                      | 86%            | 14%             | 0%               |
| Mulato (La Habana) | 37%                      | 60%            | 40%             | 0%               |
| Negro (La Habana)  | 25%                      | 23%            | 77%             | 0%               |